# Anis Ben Slimane
Anis Ben Slimane (Arabisk: أنيس بن سليمان; født 16. marts 2001) er en dansk tunesisk professionel fodboldspiller som spiller for Norwich City F.C. og det tunesiske landshold.
Slimane havde en turbulent ungdoms karriere, hvor han nåede at spille for otte forskellige klubber på 12 år, inden han fandt sig rette i AB hvor han fik sin senior debut i 2018. Den efterfølgende sæson skiftede han til Brøndby IF på en fri transfer. I starten var Slimane tilknyttet Masterclasses U19 hold, men pga. flotte præstationer blev han rykket op i senior truppen, efter årsskiftet, hvor han hurtigt etablerede sig som en del af førsteholdet.

## Klubkarriere

### Ungdom
Slimane blev født i København og boede i Vesterbro i sin ungdom. Han begyndte at spille for de lavere niveauer af Vesterbro klubben BK Vestia i en alder af 7, som var klubben, der var tættest på hans hjem. Efter et par måneder flyttede han til KB-akademiet på grund af sin klassekammerat, der spillede der; et hold, som hans klassekammerats far også trænede. Senere underskrev Slimane og hans klassekammerat med FA 2000-akademiet, hvor de fik følgeskab af nogle andre talentfulde spillere. Fordi nogle klubber tøvede med at oprette første og andet hold, flyttede Slimane til forskellige klubber i København, som var villige til at forpligte sig til ungdomsfodbold på et højere niveau. Det følgende år flyttede han og hans klassekammerat til Herfølge Boldklub, hvor de var i en kort periode, inden de først flyttede til B.93, hvor de genforenede sig med gruppen af talentfulde ungdomsspillere fra FA 2000. I løbet af hans tid på B.93, Slimane spillede i en UEFA European Club Championship-turnering, hvor han imponerede og derfor underskrev med Brøndby IF-akademiet.
Slimane var tolv år gammel, da han skiftede til Brøndby. Han spillede for deres akademihold i halvandet år, før han skiftede tilbage for at spille for KB på under 13-niveau på grund af overdreven rejsetid til Brøndby efter at han og hans familie var flyttet til Høje Gladsaxe. Slimanes anden periode for KB var dog mislykket, og han begyndte derfor at spille for Lyngby Boldklub. Han spillede i Lyngbys ungdom i seks måneder, før han underskrev med den lokale klub Akademisk Boldklub (AB) på under-14 niveau, hvor han igen genforenes med sine gamle klassekammerater. Slimane var i AB i fire år og sluttede sin ungdomskarriere. Der spillede han i fire år og brød ind i førsteholdet i sin sidste tid i klubben.
I et interview med Brøndby IF beskrev Slimane, hvordan han engang var en af de største talenter i Danmark da han var helt ung, men at forskellige omstændigheder betød, at han måtte kæmpe for sit gennembrud i professionel fodbold. I denne periode var han tæt på at trække sig tilbage fra fodbold, men hans familie og venners støtte hjalp ham gennem de vanskelige perioder. 
I løbet af en sommer, hvor han spillede i AB's ungdomsakademi, oplevede han en stor vækstspurt, hvor han voksede 15 cm, hvilket gjorde det muligt for ham at blive mere dominerende fysisk og hjalp ham med at udvikle sig som spiller.
I januar 2018 var Slimane til en uges prøvetræning i den tyske Bundesliga-klub SC Freiburg. 
Han fik sin debut for AB den 7. april 2018 i en 2-1 hjemmesejr over IF Lyseng, hvor han kom ind i det 80-minut som erstatning for Nichlas Rohde. Slimane spillede i alt 18 ligakampe for AB, hvor han scorede to mål.

### Brøndby
Slimane blev hentet ind til Brøndby Masterclass’ under-19 i juni 2019, efter at han havde imponeret for AB i 2. division. I januar 2020 blev han rykket op til Brøndbys første hold for at deltage i Brøndbys træningslejr i Portugal, hvor han fik sin første optræden for seniorholdet i en præ-sæson venskabskampe mod svenske IFK Norrköping og imponerede foran talentspejdere fra Arsenal og Manchester United.
Den 16. februar 2020 fik Slimane sin professionelle debut i en udekamp mod OB i den danske Superliga som starter, som Brøndby vandt 2–0. Den følgende uge lavede han sin første assist, et indlæg ind i feltet, som Samuel Mráz satte ind i et 2–3-nederlag mod AaB. Den 8. marts 2020 scorede han sit første mål for Brøndby i 2-2 uafgjort mod FC Nordsjælland; en kamp der blev spillet bag lukkede døre i Right to Dream Park på grund af retningslinjer implementeret af de danske myndigheder under COVID-19-pandemien. Efter kampen udtrykte Slimane sin beklagelse over ikke at kunne fejre sit mål foran fansen.
Den 3. juli 2020 underskrev Slimane en ny kontrakt med Brøndby, der holdt ham i klubben indtil 2024. Efter at have kæmpet for at finde vej til startopstillingen i første halvdel af sæsonen 2020-21 scorede han det vindende mål den 13. december mod SønderjyskE efter at være kommet ind som erstatning for Simon Hedlund i det 77. minut. 
I 2021 havde Slimane flere problemer med Brøndbys ledelse, først den 1. februar 2021 blev Slimane idømt en bøde og blev midlertidigt trukket tilbage fra Brøndby-holdet efter at have overtrådt COVID-19 retningslinjerne om forsamlingsforbud i forbindelse med en fest., . Ifølge Slimane havde han hentet en veninde til en fest, og politiet var dukket op. Han testede derefter negativt for COVID-19 to gange og blev inkluderet på første holdet igen den 3. februar. Han vendte tilbage til banen den 7. februar som starter i en 1-1 uafgjort mod AaB.
Senest blev han straffet af klubben for at komme en halv time for sent til træning og derfor ikke i spil til det kommende opgør mod Randers FC den 2. 5 2021 
Den 9 maj kom Slimane ind i det 67. Minut og lagde op til det tredje mål scoret af Andrija Pavlovic i en 3-1 sejr over FC Midtjylland.
Den 24 maj startede Slimane inde da Brøndby mødte FC Nordsjælland i sidste spillerunde og scorede det andet mål da Brøndby vandt 2-0 og sikrede sig klubbens 11. mesterskab.

### Sheffield United
Slimane skiftede i juli 2023 tl Sheffield United.

## Landsholdskarriere
Slimane har dobbelt statsborgerskab og har repræsenteret både det Danske U19 og det tunesiske U20. 
1. oktober 2020 blev Slimane udtaget til Tunesiens trup forud for de to venskabskampe mod Sudan og Nigeria. Han scorede det tredje mål i sin debut, i en 3–0 sejr over Sudan.
Den 18 marts 2021 blev Slimane igen udtaget til det Tunesiske landshold, der stod overfor Libyen og Ækvatorialguinea African Cup of Nations kvalifikationskampe i gruppe J, der også huser Tanzania.
Den 25. marts mod Libyen blev Slimane skiftet ind i det 77 minut som erstatning for Naim Sliti og scorede et flot mål 7 minutter efter han var kommet ind til stillingen 4-2 som endte 5-2 til Tunesien.
Den 28. marts mod Ækvatorialguinea fik Slimane chancen fra start, men blev skiftet ud i det 62 minut.
Den 7. september 2021, blev Slimane skiftet ind i det 58. minut og scorede sit fjerde landskampmål da han i overtiden scorede til 2-0 da Tunesien slog Zambia i en VM-kvalifikationskamp.

## Karriere statistikker

### Klub
Oversigten er opdateret til og med  7. september 2020
| Klub           | Sæson          | Liga           | Liga  | Liga | Pokal | Pokal | Europæisk         | Europæisk | Total | Total | Total |
| Klub           | Sæson          | Division       | Kampe | Mål  | Kampe | Mål   | Kampe             | Mål       | Kampe | Mål   |       |
| -------------- | -------------- | -------------- | ----- | ---- | ----- | ----- | ----------------- | --------- | ----- | ----- | ----- |
| AB             | 2017–18        | 2. Division    | 2     | 0    | 0     | 0     | —                 | —         | 2     | 0     |       |
| AB             | 2018–19        | 2. Division    | 16    | 2    | 1     | 0     | —                 | —         | 17    | 2     |       |
| AB             | Total          | Total          | 18    | 2    | 1     | 0     | —                 | —         | 19    | 2     |       |
| Brøndby        | 2019–20        | Superliga      | 16    | 1    | 0     | 0     | 0                 | 0         | 16    | 1     |       |
| Brøndby        | 2020–21        | Superliga      | 27    | 3    | 2     | 0     | —                 | —         | 29    | 3     |       |
| Brøndby        | 2021–22        | Superliga      | 7     | 1    | 0     | 0     | 2 \|\|0\|\|9\|\|1 |           |       |       |       |
| Total          | Total          | Superliga      | 50    | 5    | 2     | 0     | 2                 | 0         | 54    | 5     |       |
| Karriere total | Karriere total | Karriere total | 68    | 7    | 3     | 0     | 2                 | 0         | 73    | 7     |       |

- (—) Ikke kvalifikaceret

1. ↑  Kampe i UEFA Champions League

### International
Internationale statistikker
Oversigten er opdateret til og med 7. september 2021
| Tunesien | Tunesien | Tunesien |
| År       | Kampe    | Mål      |
| -------- | -------- | -------- |
| 2020     | 4        | 1        |
| 2021     | 7        | 3        |
| Total    | 11       | 4        |

Internationale mål
Pr. Kamp spillet den 7. september 2021. Resultater og resultater viser Tunesiens mål først. Scorekolonne angiver score efter hvert Slimane-mål.
| No. | Dato              | Sted                                         | Modstander | Score | Resultat | Turnering                                |
| --- | ----------------- | -------------------------------------------- | ---------- | ----- | -------- | ---------------------------------------- |
| 1   | 9. oktober 2020   | Stade Olympique de Radès, Radès, Tunesien    | Sudan      | 3–0   | 3–0      | Venskabskamp                             |
| 2   | 25. marts 2021    | Martyrs of February Stadium, Benghazi, Libya | Libyen     | 4–2   | 5–2      | 2021 Africa Cup of Nations kvalifikation |
| 3   | 15. juni 2021     | Stade Olympique de Radès, Radès, Tunesien    | Mali       | 1–0   | 1–0      | Venskabskamp                             |
| 4   | 7. september 2021 | Levy Mwanawasa Stadium, Ndola, Zambia        | Zambia     | 2–0   | 2–0      | FIFA World Cup kvalifikation 2022        |

## Titler
Superligaen 2020-21 med Brøndby IF.